# راي بوون
راي بوون (بالإنجليزية: Ray Boone) هو لاعب كرة قاعدة أمريكي، ولد في 27 يوليو 1923 في سان دييغو في الولايات المتحدة، وتوفي بنفس المكان في 17 أكتوبر 2004.

## وصلات خارجية
- راي بوون على موقعبيزبول رفرنس.كوم (الدوري الرئيسي) (الإنجليزية)
- راي بوون على موقعبيزبول رفرنس.كوم (الدوري الثانوي) (الإنجليزية)
- راي بوون على موقع مشجعي الرسوم البيانية (الإنجليزية)